# 大濱絵梨香
大濱 絵梨香（おおはま えりか、本名同じ、1996年3月21日 - ）は、日本の女優、タレント。兵庫県出身。所属事務所はスターダストプロモーション。

## 主な出演

### 映画
- 神戸芸術工科大学 映画専攻卒業制作「大人の事情」主演[1]。
- 「女の子ごっこ」岸本しのぶ役

### ドラマ
- NHK連続テレビ小説「ウェルかめ」149話‐涼子役

### CM
- スターバックス「男の一人旅編」
- JAバンク大阪 2016サマーキャンペーン 「想い」篇
- セレマ マリアージュ＜TVCM＞

### テレビ
- 朝日放送『おはようコールABC』（2016年3月 - ：おきトク!レギュラーリポーター）
- 朝日放送「今ちゃんの「実は…」」（2016年3月2日 - ）
- 読売テレビ「すもももももも!ピーチCAFÉ」（2016年4月3日 - 2017年3月18日 ：ピーチーズ）